# 221026 Jeancoester
221026 Jeancoester è un asteroide della fascia principale. Scoperto nel 2005, presenta un'orbita caratterizzata da un semiasse maggiore pari a 2,4531924 UA e da un'eccentricità di 0,1319110, inclinata di 4,99049° rispetto all'eclittica.